# Campionati mondiali di sollevamento pesi Düsseldorf 1910
I Campionati mondiali di sollevamento pesi 1910, 13ª edizione della manifestazione, si disputarono a Düsseldorf dal 4 al 6 giugno 1910.

## Titoli in palio
Si assegnarono titoli nelle quattro categorie sotto elencate.
| Categoria    | Eventi      |
| ------------ | ----------- |
| Pesi piuma   | 60 kg       |
| Pesi leggeri | 70 kg       |
| Pesi medi    | 80 kg       |
| Pesi massimi | Oltre 80 kg |

## Risultati
| Evento      | Oro           | Argento         | Bronzo           |
| ----------- | ------------- | --------------- | ---------------- |
| 60 kg       | Emil Kliment  | Alfred Anschütz | Franz Schmitz    |
| 70 kg       | Eugen Ruhland | Karl Swoboda    | Josef Schwabl    |
| 80 kg       | Hans Abraham  | Karl Ackermann  | Rudolf Oswald    |
| Oltre 80 kg | Josef Grafl   | Heinrich Rondi  | Berthold Tandler |

## Medagliere
| Posiz. | Nazione  | Oro | Argento | Bronzo | Totale |
| ------ | -------- | --- | ------- | ------ | ------ |
| 1      | Germania | 2   | 3       | 1      | 6      |
| 2      | Austria  | 2   | 1       | 3      | 6      |
| Totale | Totale   | 4   | 4       | 4      | 12     |